# Sjuck van Welderen Rengers
Sjuck van Welderen baron Rengers (Groningen, 8 november 1799 - Leeuwarden, 22 oktober 1870) was een Nederlands politicus.
Rengers werd 17 november 1799 gedoopt in de Martinikerk. Hij was een zoon van Bernard Walraad van Welderen baron Rengers (1777-1823) en diens vrouw Louise Christina Alberda van Bloemersma (1778-1855). In 1811 verhuisde het gezin naar de Epemastate in IJsbrechtum. Hij studeerde letteren in Groningen en vervolgens Romeins en hedendaags recht in Utrecht.

## Loopbaan
Hij werd in 1823, net als zijn vader, groot- en overgrootvader voor hem, grietman in Wymbritseradeel. Na de grondwetsherziening van 1848, werd in 1851 een nieuwe Gemeentewet ingevoerd, waarbij het grietmanschap werd afgeschaft en hij burgemeester werd. Rengers was het hier niet mee eens en trad eind 1853 af.
Naast grietman was Rengers onder meer lid van de Provinciale Staten van Friesland (1823-1830, 1843-1845 en 1850-1870), lid van de Tweede Kamer (1826-1842), lid van de Eerste Kamer (1845-1850) en lid van Gedeputeerde Staten van Friesland (1853-1870). Hij werd meerdere keren onderscheiden en was Ridder in de Orde van de Nederlandse Leeuw en Commandeur in de Orde van de Eikenkroon.
- Biografisch Portaal: 49222746
- Digitale Bibliotheek voor de Nederlandse Letteren: weld004
- International Standard Name Identifier: 0000 0003 9583 400X
- Nederlandse Thesaurus van Auteursnamen: 073452815
- Parlement.com: vg09llcuv6y0
- Virtual International Authority File: 290630506
- WorldCat: E39PBJfrHFQPy4J9vy3bVPBgKd